# Welscheid
Ne doit pas être confondu avec Walscheid.
Welscheid (luxembourgeois: Welschent) est une section de la commune luxembourgeoise de Bourscheid située dans le canton de Diekirch.
Welscheid est un village situé dans la commune de Bourscheid, au nord-est du Luxembourg. En 2024, le village comptait une population de 207 habitants.
Welscheid est connu pour être connecté au chemin cyclable PC16 par une courte route en serpentine menant à Bourscheid.
C’est un lieu qui semble offrir une belle évasion dans la nature, avec des possibilités de randonnées et de promenades pittoresques, comme le sentier Auto-Pédestre Welscheid.